# Diospyros tonkinensis
Diospyros tonkinensis là một loài thực vật có hoa trong họ Thị. Loài này được A.Chev. mô tả khoa học đầu tiên năm 1918.